# کانتون موچا
کانتون موچا (به اسپانیایی: Cantón Mocha) یک منطقهٔ مسکونی در اکوادور است که در Mocha, Ecuador واقع شده‌است.